# Lagoa Seca
Lagoa Seca is een gemeente in de Braziliaanse deelstaat Paraíba. De gemeente telt 25.766 inwoners (schatting 2009).

## Verkeer en vervoer
De plaats ligt aan de noord-zuidlopende weg BR-104 tussen Macau en Maceió. Daarnaast ligt ze aan de weg PB-097.